# A-Kruunu
A-Kruunu Oy est une  entreprise publique à mission spécifique en Finlande.

## Présentation
A-Kruunu construit des logements locatifs à loyers abordables dans la région d'Helsinki et d'autres grandes zones urbaines où le besoin de logements locatifs à montant de loyer abordable est élevé.
Le ministère responsable de la mission spécifique et de la gestion des propriétés d'A-Kruunu est le ministère de l'Environnement.
Le centre de financement et de développement du logement en Finlande a désigné A-Kruunu Oy comme organisation d'intérêt général.
En complément de sa mission principale, l'entreprise promeut la construction en bois et l'innovation dans le logement.

## Logements
A-Kruunu a pour objectif d'augmenter progressivement le nombre de nouvelles constructions  résidentielles à 800 appartements par an.
A-Kruunu est devenu le deuxième constructeurs de logements locatifs ARA en 2016-2017. Parmi les organismes d'utilité publique c'est le premier constructeur de logements locatifs ARA.

## Projets de développement
En plus de la construction de logements locatifs, A-Kruunu Oy participe à des projets de recherche et développement de logements:
- Location en groupe
- Construction en bois
- Familles urbaines avec enfants
- Construction en bois avec peu de plastique
- Développement du concept de l'îlot urbain de service
- Vuosaari plus vert des verts[Quoi ?]
- Intégration et partage intelligents de logements